# John Butler (Schiedsrichter)
John Butler (* 20. August 1986 in San Diego, Kalifornien) ist ein US-amerikanischer Schiedsrichter im Basketball, der seit dem Jahr 2018 in der NBA tätig ist. Er trägt die Uniform mit der Nummer 30.

## Karriere

### College-Basketball
Vor dem Einstieg in die NBA arbeitete er für vier Jahre als College-Basketballschiedsrichter u. a. in der Big West Conference, West Coast Conference und Pacific West Conference.

### National Basketball Association
Butler begann im Jahr 2018 seine NBA-Schiedsrichterlaufbahn beim Spiel der Cleveland Cavaliers gegen die Indiana Pacers.
Zuvor war er fünf Jahre als Schiedsrichter in der NBA G-League und zwei Jahre in der Women’s National Basketball Association tätig.